# Wapen van Bemelen

Wapen van Bemelen

Het wapen van Bemelen werd op 15 maart 1957 door de Hoge Raad van Adel aan de Nederlands Limburgse gemeente Bemelen toegekend. Omdat de gemeente in 1982 opging in de gemeente Margraten is het wapen sindsdien buiten gebruik gesteld. Ook het wapen van de huidige gemeente Eijsden-Margraten maakt geen gebruik van elementen uit het wapen van Bemelen.

## Blazoenering
De blazoenering van het wapen van Bemelen luidde als volgt:
Gedwarsbalkt van goud en zwart van 8 stukken, de derde dwarsbalk beladen met een rode zespuntige ster, over alles heen een rood achtender hertengewei. Het schild gedekt door een gouden kroon van 3 bladeren en 2 parels.
Het schild heeft niet een basiskleur, maar is gelijk verdeeld in vier gouden en vier zwarte dwarsbalken. Over alle dwarsbalken heen een rood hertengewei. Op de derde balk van boven (de tweede gouden balk) een rode zespuntige ster.

## Geschiedenis
Bemelen behoorde tot 1795 tot de bezittingen van het Kapittel van Onze-Lieve-Vrouwe te Maastricht. Onder het Maastrichtse kapittel had Bemelen een eigen schepenbank, gevestigd in 1388. Een eerste zegel is bekend tussen 1388 en 1513. Het zegel is gedeeld met rechts Maria met kindje Jezus, en links Sint-Laurentius, de patroonheilige van de kerk van Bemelen.
Het wapen uit 1957 is gelijk aan dat van het geslacht Van Bemelen. De ster in dit wapen is een symbool voor Maria (Onze-Lieve-Vrouw Sterre der Zee). De oorsprong van het gewei is niet bekend.